# Rhacochelifer tibestiensis
Rhacochelifer tibestiensis är en spindeldjursart som beskrevs av Jacqueline Heurtault 1971. Rhacochelifer tibestiensis ingår i släktet Rhacochelifer och familjen tvåögonklokrypare. Inga underarter finns listade i Catalogue of Life.